# 蕭阿剌
蕭阿剌（しょう あら、? - 1061年）は、遼（契丹）の外戚。字は阿里懶。

## 経歴
北院枢密使蕭孝穆の子として生まれた。幼くして宮中で養われ、興宗に可愛がられた。重熙6年（1037年）、弘義宮使となった。同知北院枢密使に累進し、同中書門下平章事の位を加えられ、東京留守として出向した。重熙21年（1052年）、西北路招討使となり、西平郡王に封じられた。まもなく秦晋国王公主を妻に迎えて、駙馬都尉に任じられた。
清寧元年（1055年）、興宗の遺詔により北府宰相となり、南院枢密使を兼ね、韓王に進んだ。清寧2年（1056年）、北院枢密使に転じ、陳王に徙封され、蕭革と国政を司った。蕭革が道宗にへつらって法を犯したので、阿剌は蕭革を告発した。聞き入れられなかったため、引退を願い出た。このため道宗に憎まれ、東京留守として出された。瑟瑟の礼（雨乞いのために柳を射る儀式）が行われたときに、阿剌は入朝して時政の得失を述べた。蕭革はこのことで阿剌を中傷した。道宗は中傷を真に受けて怒り、清寧7年（1061年）5月に阿剌を首吊りにして処刑した。仁懿太后は阿剌を救おうしたが間に合わず、「阿剌は何の罪があって殺されたのか」と嘆いた。乾陵の赤山に葬られた。
阿剌は忠実で実務に明るく、行政の才能があった。当時の人は阿剌がもし生きていれば、耶律重元の乱や耶律乙辛の乱はなかっただろうと評した。

## 子女
- 蕭別里剌（蕭酬斡・蕭恵妃の父）
- 蕭余里也

## 伝記資料
- 『遼史』巻90 列伝第20